# Бирнвијер
Бирнвијер (фр. Burnevillers) насеље је и општина у источној Француској у региону Франш-Конте, у департману Ду која припада префектури Монбелијар.
По подацима из 2011. године у општини је живело 46 становника, а густина насељености је износила 6,82 становника/km². Општина се простире на површини од 6,74 km². Налази се на средњој надморској висини од 734 метара (максималној 892 m, а минималној 570 m).

## Демографија
| 1962. | 1968. | 1975. | 1982. | 1990. | 1999. | 2011. |
| ----- | ----- | ----- | ----- | ----- | ----- | ----- |
| 21    | 42    | 39    | 37    | 51    | 42    | 46    |

График промене броја становника у току последњих година